# Liste der Monuments historiques in Barbonville
Die Liste der Monuments historiques in Barbonville führt die Monuments historiques in der französischen Gemeinde Barbonville auf.

## Liste der Objekte
| Bezeichnung                                  | Beschreibung                              | Standort                      | Kennzeichnung | Schutzstatus | Datum | Bild |
| -------------------------------------------- | ----------------------------------------- | ----------------------------- | ------------- | ------------ | ----- | ---- |
| Relief Kreuzigungsgruppe                     | Stein, bezeichnet 1547                    | in der Kirche St-Rémy (Lage)  | PM54000028    | Classé       | 1980  |      |
| Skulptur Sitzende Madonna mit Kind und Vogel | Stein, zweite Hälfte des 14. Jahrhunderts | bei der Kirche St-Rémy (Lage) | PM54000027    | Classé       | 1975  |      |